# Інієві
Інієві (Iniidae) — родина ссавців з (інфра)ряду китоподібні.

## Систематика
Інієвих відносять до надродини «річкових дельфінів» — платаністуватих (Platanistoidea), або ініюватих (Inioidea) — групи, яка об'єднує роди інія, понтопорія, байджі й платаніста.
Типовий рід родини інієвих — Inia (інія).
- Рід Inia — інія
  - Вид Inia geoffrensis — Інія амазонська
  - Вид Inia araguaiaensis
  - Вид Inia boliviensis
  - Вид Inia humboldtiana
- Вимерлі роди: †Goniodelphis, †Hesperoinia?, †Ischyrorhynchus, †Isthminia, †Kwanzacetus, Meherrinia †Saurocetes

## Галерея
- Inia geoffrensis — Інія амазонська

Порівняння розміру інії з людиною